# Dragpa lingdrag
Dragpa lingdrag (Wylie: bsGrags pa gling grags) is een van de belangrijkste historiografische teksten van de Tibetaanse bönreligie.

## Achtergrond
De literatuur van de bön kent een groot aantal historiografische teksten. Het belang van deze teksten is dat ze het historisch perspectief van de bön illustreren. Dat perspectief verschilt fundamenteel van dat in teksten van het Tibetaans boeddhisme; in die teksten wordt de introductie van het boeddhisme in Tibet als een zegen gezien, voorbestemd door Gautama Boeddha en uitgevoerd door leraren uit India. De boeddhistische teksten beschrijven allemaal de opvatting dat Tibet en zijn inwoners pas een hoger moreel niveau bereikten alsmede zaken als een schriftsysteem als gevolg van de bekering tot het boeddhisme. Tibet werd toen een geciviliseerd land. 
In de literatuur van de bön wordt een heel ander beeld geschetst. In die teksten was de bön de nationale religie van het land en was het de grondslag voor de macht van de koning en het welzijn van het land. 
De Dragpa lingdrag is een van de belangrijkste van die teksten. Alle historiografische teksten over de periode van met name voor het Tibetaanse rijk van zowel de bön als het Tibetaans boeddhisme bevatten een grote hoeveelheid wonderen, miraculeuze gebeurtenissen van heiligen en een wereldbeeld van een kosmos bevolkt door tal van goede en kwade geesten. Van al die geschriften van de bön is de Dragpa lingdrag relatief nog het meest opgebouwd als een verhaal met enige historische chronologie. Er zijn echter nog talloze wonderen in de tekst te lezen, zoals personages die de oceaan oversteken op een tamboerijn. 

## Datering van de tekst
Er zijn vier kopieën bekend van deze tekst, genoemd naar de plaats waar ze gevonden werden dan wel hun huidige verblijfplaats. Het betreft het Nyan-rong-manuscript, het Doljani-manuscript, het Dol-po-manuscript en het Oslo-manuscript. Het eerste is het meest uitgebreide van de vier en moet het dichtst bij de oorspronkelijke tekst staan. 
De tekst wordt in de overlevering van de bön toegeschreven aan Drenpa Namkha (Wylie: Dran pa nam mkha), een van de belangrijkste personen in de overlevering van de bön uit de achtste eeuw. De tekst zou als een termadocument verborgen zijn tijdens de vervolging van de  bön in de periode van de koning Trisong Detsen (742-ca. 800). Historisch onderzoek heeft duidelijk gemaakt, dat de tekst niet van vóór de twaalfde eeuw kan dateren.

## Inhoud
In de tekst wordt ongeveer dezelfde opsomming van koningen gegeven als in de boeddhistische Oude Tibetaanse kroniek. De lijst bevat de namen van de koningen vanaf de volstrekt mythische Nyatri Tsenpo en zijn opvolgers via Songtsen Gampo (605-650) naar Trisong Detsen als de laatst vermelde. 
Steeds wordt in de epische verhalen de nadruk gelegd op de overtuiging dat het welzijn van het land en de dynastie afhankelijk waren van de correcte naleving van de bön. De komst van het boeddhisme in Tibet wordt als een ramp en catastrofe beschreven. De verhalen over koningen als Songtsen Gampo zijn ook volstrekt afwijkend en contrair aan datgene wat in de boeddhistische geschiedschrijving vermeld staat. 
Een van de opvallendste verhalen valt deels in de Dragpa lingdrag en deels in een ander document te lezen en gaat over de aanname dat de verzwakte positie van de bön in Tibet te wijten was aan buitenlandse invloeden. In de tekst maken de inwoners van China en India zich ernstig ongerust over de toenemende politieke en militaire macht van Tibet dankzij het naleven van de bön. Vanuit China wordt dan ook een brief naar India gezonden waarin die verontrusting wordt uitgesproken. In de brief wordt India opgeroepen een soort list te verzinnen om de bön in Tibet te verzwakken. De machthebbers in India dachten daarop lang na. Zij besloten het boeddhisme naar Tibet te exporteren, een heidense  religie van valse tovenaars die het nationale gevoel en de solidariteit van Tibetanen zou ondermijnen. 